# Championnat du monde d'échecs 1990
Pour un article plus général, voir Championnat du monde d'échecs.
Vainqueur
Le Championnat du monde des échecs 1990 a lieu à New York et Lyon du 8 octobre au 31 décembre 1990 entre Garry Kasparov, tenant du titre, et Anatoli Karpov, son challenger. C'est la cinquième et dernière rencontre entre les deux joueurs pour le titre de champion du monde. Kasparov conserve son titre.

## Qualification

### Tournois interzonaux
Trois tournois interzonaux ont été organisés de juin à août 1987, avec de 16 à 18 joueurs chacun, les trois premiers se qualifiant pour les matchs des candidats :
- à Subotica se sont qualifiés Gyula Sax, Nigel Short, et Jonathan Speelman, premiers ex æquo avec 10½/15.
- à Szirak, Valeri Salov et Jóhann Hjartarson finissent premiers avec 12½/17 et Lajos Portisch et John Nunn sont 3e ex æquo. Portisch remporte le match de départage (4-2) et se qualifie aux dépens de Nunn.
- à Zagreb, Viktor Kortchnoï est victorieux avec 11/16, devant Jaan Ehlvest et Yasser Seirawan.

Les anciens champions du monde Vassily Smyslov et Mikhaïl Tal sont notamment éliminés.

### Matchs des candidats
Aux neuf joueurs qualifiés s'ajoutent les quatre quart-de-finalistes du championnat précédent : Andreï Sokolov, Jan Timman, Rafael Vaganian et Arthur Youssoupov. La fédération organisatrice des matchs qualificatifs de Saint-Jean au Canada nomme Kevin Spraggett. Anatoli Karpov, le challenger du cycle précédent, accède directement aux quarts de finale.
|  | Huitièmes de finale janvier-février 1988 | Huitièmes de finale janvier-février 1988 |                   |    | Quarts de finale août 1988 - février 1989 | Quarts de finale août 1988 - février 1989 |  |  | Demi-finales Londres, octobre 1989 | Demi-finales Londres, octobre 1989 |  |  | Finale Kuala Lumpur, mars 1990 | Finale Kuala Lumpur, mars 1990 |
|  | Huitièmes de finale janvier-février 1988 | Huitièmes de finale janvier-février 1988 |                   |    | Quarts de finale août 1988 - février 1989 | Quarts de finale août 1988 - février 1989 |  |  | Demi-finales Londres, octobre 1989 | Demi-finales Londres, octobre 1989 |  |  | Finale Kuala Lumpur, mars 1990 | Finale Kuala Lumpur, mars 1990 |
|  |                                          |                                          |                   |    |                                           |                                           |  |  |                                    |                                    |  |  |                                |                                |
|  |                                          |                                          |                   |    |                                           |                                           |  |  |                                    |                                    |  |  |                                |                                |
|  |                                          |                                          |                   |    |                                           |                                           |  |  |                                    |                                    |  |  |                                |                                |
|  | Lajos Portisch                           | 3½                                       |                   |    |                                           |                                           |  |  |                                    |                                    |  |  |                                |                                |
|  | Lajos Portisch                           | 3½                                       |                   |    |                                           |                                           |  |  |                                    |                                    |  |  |                                |                                |
|  | Rafael Vaganian                          | 2½                                       |                   |    |                                           |                                           |  |  |                                    |                                    |  |  |                                |                                |
|  | Rafael Vaganian                          | 2½                                       | Lajos Portisch    | 2½ |                                           |                                           |  |  |                                    |                                    |  |  |                                |                                |
|  |                                          |                                          | Lajos Portisch    | 2½ |                                           |                                           |  |  |                                    |                                    |  |  |                                |                                |
|  |                                          | Jan Timman                               | 3½                |    |                                           |                                           |  |  |                                    |                                    |  |  |                                |                                |
|  | Valeri Salov                             | Jan Timman                               | 3½                | 2½ |                                           |                                           |  |  |                                    |                                    |  |  |                                |                                |
|  | Valeri Salov                             |                                          |                   | 2½ |                                           |                                           |  |  |                                    |                                    |  |  |                                |                                |
|  | Jan Timman                               | 3½                                       |                   |    |                                           |                                           |  |  |                                    |                                    |  |  |                                |                                |
|  | Jan Timman                               | 3½                                       | Jan Timman        | 4½ |                                           |                                           |  |  |                                    |                                    |  |  |                                |                                |
|  |                                          |                                          | Jan Timman        | 4½ |                                           |                                           |  |  |                                    |                                    |  |  |                                |                                |
|  |                                          | Jonathan Speelman                        | 3½                |    |                                           |                                           |  |  |                                    |                                    |  |  |                                |                                |
|  | Jonathan Speelman                        | Jonathan Speelman                        | 3½                | 4  |                                           |                                           |  |  |                                    |                                    |  |  |                                |                                |
|  | Jonathan Speelman                        |                                          |                   | 4  |                                           |                                           |  |  |                                    |                                    |  |  |                                |                                |
|  | Yasser Seirawan                          | 1                                        |                   |    |                                           |                                           |  |  |                                    |                                    |  |  |                                |                                |
|  | Yasser Seirawan                          | 1                                        | Jonathan Speelman | 3½ |                                           |                                           |  |  |                                    |                                    |  |  |                                |                                |
|  |                                          |                                          | Jonathan Speelman | 3½ |                                           |                                           |  |  |                                    |                                    |  |  |                                |                                |
|  |                                          | Nigel Short                              | 1½                |    |                                           |                                           |  |  |                                    |                                    |  |  |                                |                                |
|  | Nigel Short                              | Nigel Short                              | 1½                | 3½ |                                           |                                           |  |  |                                    |                                    |  |  |                                |                                |
|  | Nigel Short                              |                                          |                   | 3½ |                                           |                                           |  |  |                                    |                                    |  |  |                                |                                |
|  | Gyula Sax                                | 1½                                       |                   |    |                                           |                                           |  |  |                                    |                                    |  |  |                                |                                |
|  | Gyula Sax                                | 1½                                       | Jan Timman        | 2½ |                                           |                                           |  |  |                                    |                                    |  |  |                                |                                |
|  |                                          |                                          | Jan Timman        | 2½ |                                           |                                           |  |  |                                    |                                    |  |  |                                |                                |
|  |                                          | Anatoli Karpov                           | 6½                |    |                                           |                                           |  |  |                                    |                                    |  |  |                                |                                |
|  | Arthur Youssoupov                        | Anatoli Karpov                           | 6½                | 3½ |                                           |                                           |  |  |                                    |                                    |  |  |                                |                                |
|  | Arthur Youssoupov                        |                                          |                   | 3½ |                                           |                                           |  |  |                                    |                                    |  |  |                                |                                |
|  | Jaan Ehlvest                             | 1½                                       |                   |    |                                           |                                           |  |  |                                    |                                    |  |  |                                |                                |
|  | Jaan Ehlvest                             | 1½                                       | Arthur Youssoupov | 5  |                                           |                                           |  |  |                                    |                                    |  |  |                                |                                |
|  |                                          |                                          | Arthur Youssoupov | 5  |                                           |                                           |  |  |                                    |                                    |  |  |                                |                                |
|  |                                          | Kevin Spraggett                          | 4                 |    |                                           |                                           |  |  |                                    |                                    |  |  |                                |                                |
|  | Kevin Spraggett                          | Kevin Spraggett                          | 4                 | 6½ |                                           |                                           |  |  |                                    |                                    |  |  |                                |                                |
|  | Kevin Spraggett                          |                                          |                   | 6½ |                                           |                                           |  |  |                                    |                                    |  |  |                                |                                |
|  | Andreï Sokolov                           | 5½                                       |                   |    |                                           |                                           |  |  |                                    |                                    |  |  |                                |                                |
|  | Andreï Sokolov                           | 5½                                       | Arthur Youssoupov | 3½ |                                           |                                           |  |  |                                    |                                    |  |  |                                |                                |
|  |                                          |                                          | Arthur Youssoupov | 3½ |                                           |                                           |  |  |                                    |                                    |  |  |                                |                                |
|  |                                          | Anatoli Karpov                           | 4½                |    |                                           |                                           |  |  |                                    |                                    |  |  |                                |                                |
|  | Jóhann Hjartarson                        | Anatoli Karpov                           | 4½                | 4½ |                                           |                                           |  |  |                                    |                                    |  |  |                                |                                |
|  | Jóhann Hjartarson                        |                                          |                   | 4½ |                                           |                                           |  |  |                                    |                                    |  |  |                                |                                |
|  | Viktor Kortchnoï                         | 3½                                       |                   |    |                                           |                                           |  |  |                                    |                                    |  |  |                                |                                |
|  | Viktor Kortchnoï                         | 3½                                       | Jóhann Hjartarson | 1½ |                                           |                                           |  |  |                                    |                                    |  |  |                                |                                |
|  |                                          |                                          | Jóhann Hjartarson | 1½ |                                           |                                           |  |  |                                    |                                    |  |  |                                |                                |
|  |                                          | Anatoli Karpov                           | 3½                |    |                                           |                                           |  |  |                                    |                                    |  |  |                                |                                |
|  |                                          | Anatoli Karpov                           | 3½                |    |                                           |                                           |  |  |                                    |                                    |  |  |                                |                                |
|  |                                          |                                          |                   |    |                                           |                                           |  |  |                                    |                                    |  |  |                                |                                |
|  |                                          |                                          |                   |    |                                           |                                           |  |  |                                    |                                    |  |  |                                |                                |
|  |                                          |                                          |                   |    |                                           |                                           |  |  |                                    |                                    |  |  |                                |                                |

## Résultats
Les douze premières parties ont été jouées à New York du 8 octobre au 7 novembre, les douze suivantes ont lieu à Lyon du 26 novembre au 30 décembre.
La bourse était de trois millions de dollars, à partager à raison de 5/8 pour le vainqueur et 3/8 pour le perdant. En cas d'ex æquo, Kasparov aurait conservé le titre et la bourse aurait été partagée de façon égale.
|                | 1 | 2 | 3 | 4 | 5 | 6 | 7 | 8 | 9 | 10 | 11 | 12 | 13 | 14 | 15 | 16 | 17 | 18 | 19 | 20 | 21 | 22 | 23 | 24 | Total |
| -------------- | - | - | - | - | - | - | - | - | - | -- | -- | -- | -- | -- | -- | -- | -- | -- | -- | -- | -- | -- | -- | -- | ----- |
| Anatoli Karpov | ½ | 0 | ½ | ½ | ½ | ½ | 1 | ½ | ½ | ½  | ½  | ½  | ½  | ½  | ½  | 0  | 1  | 0  | ½  | 0  | ½  | ½  | 1  | ½  | 11,5  |
| Garry Kasparov | ½ | 1 | ½ | ½ | ½ | ½ | 0 | ½ | ½ | ½  | ½  | ½  | ½  | ½  | ½  | 1  | 0  | 1  | ½  | 1  | ½  | ½  | 0  | ½  | 12,5  |
Le déroulement des 24 parties fut le suivant :
| Partie | Ouverture            | Nb de coups | Blancs   | Noirs    | Résultat       | Score                 |
| ------ | -------------------- | ----------- | -------- | -------- | -------------- | --------------------- |
| 1      | défense est-indienne | 30          | Karpov   | Kasparov | nulle          | égalité ½-½           |
| 2      | partie espagnole     | 44          | Kasparov | Karpov   | Kasparov gagne | Kasparov mène 1½-½    |
| 3      | défense est-indienne | 53          | Karpov   | Kasparov | nulle          | Kasparov mène 2-1     |
| 4      | partie espagnole     | 41          | Kasparov | Karpov   | nulle          | Kasparov mène 2½-1½   |
| 5      | défense est-indienne | 36          | Karpov   | Kasparov | nulle          | Kasparov mène 3-2     |
| 6      | partie espagnole     | 41          | Kasparov | Karpov   | nulle          | Kasparov mène 3½-2½   |
| 7      | défense est-indienne | 43          | Karpov   | Kasparov | Karpov gagne   | égalité 3½-3½         |
| 8      | partie espagnole     | 83          | Kasparov | Karpov   | nulle          | égalité 4-4           |
| 9      | défense Grünfeld     | 34          | Karpov   | Kasparov | nulle          | égalité 4½-4½         |
| 10     | défense russe        | 18          | Kasparov | Karpov   | nulle          | égalité 5-5           |
| 11     | défense est-indienne | 24          | Karpov   | Kasparov | nulle          | égalité 5½-5½         |
| 12     | partie espagnole     | 35          | Kasparov | Karpov   | nulle          | égalité 6-6           |
| 13     | défense Grünfeld     | 41          | Karpov   | Kasparov | nulle          | égalité 6½-6½         |
| 14     | partie écossaise     | 40          | Kasparov | Karpov   | nulle          | égalité 7-7           |
| 15     | défense Grünfeld     | 33          | Karpov   | Kasparov | nulle          | égalité 7½-7½         |
| 16     | partie écossaise     | 102         | Kasparov | Karpov   | Kasparov gagne | Kasparov mène 8½-7½   |
| 17     | défense Grünfeld     | 40          | Karpov   | Kasparov | Karpov gagne   | égalité 8½-8½         |
| 18     | partie espagnole     | 57          | Kasparov | Karpov   | Kasparov gagne | Kasparov mène 9½-8½   |
| 19     | défense est-indienne | 39          | Karpov   | Kasparov | nulle          | Kasparov mène 10-9    |
| 20     | partie espagnole     | 41          | Kasparov | Karpov   | Kasparov gagne | Kasparov mène 11-9    |
| 21     | défense est-indienne | 86          | Karpov   | Kasparov | nulle          | Kasparov mène 11½-9½  |
| 22     | partie espagnole     | 19          | Kasparov | Karpov   | nulle          | Kasparov mène 12-10   |
| 23     | défense est-indienne | 29          | Karpov   | Kasparov | Karpov gagne   | Kasparov mène 12-11   |
| 24     | ouverture anglaise   | 64          | Kasparov | Karpov   | nulle          | Kasparov mène 12½-11½ |

Kasparov a joué 1.e4 pendant tout le match sauf à la dernière partie où il joue 1.c4. Il offre la nulle au 36e coup dans une position supérieure avec un pion de plus, alors que le titre était déjà assuré. Une défaite dans cette partie aurait coûté 375 000 $ à Kasparov, en plus du joyau Korlov.
Les Noirs n'ont gagné aucune partie dans ce match. Karpov a joué 1.d4, ce à quoi Kasparov a répondu avec une défense est-indienne ou une défense Grünfeld.

## Parties remarquables
- Kasparov - Karpov 2e partie, 1-0
- Kasparov - Karpov 16e partie, 1-0
- 20e partie, 1-0